# Antwerpia
Antwerpia (niderl. Antwerpen, wym. [ˈɑntˌʋɛrpə(n)]; fr. Anvers, wym. [ɑ̃vɛʁs]; hist. Antorf, Antorff) – miasto w północnej Belgii, w Regionie Flamandzkim, siedziba administracyjna prowincji Antwerpia oraz okręgu Antwerpia, położone nad Skaldą. Jest drugim co do wielkości ośrodkiem miejskim w Belgii, po Regionie Stołecznym Brukseli. Pod względem liczby mieszkańców jest największym miastem w kraju, a pod względem powierzchni największym we Flandrii.
W skład miasta wchodzi dziewięć dzielnic (district): Antwerpia, Berchem, Berendrecht-Zandvliet-Lillo, Borgerhout, Deurne, Ekeren, Hoboken, Merksem, Wilrijk.
W 2011 roku otrzymało tytuł Europejskiej Stolicy Młodzieży.
Centrum przemysłowe, handlowe, finansowe i naukowe, m.in. uniwersytet (w 2003 roku połączyły się trzy niezależne instytucje o randze uniwersyteckiej), Koninklijke Academie voor Schone Kunsten (Królewska Akademia Sztuk Pięknych), Koninklijk Conservatorium Antwerpen (Królewskie Konserwatorium), Instituut voor Tropische Geneeskunde (Instytut Medycyny Tropikalnej), Antwerp Maritime Academy (Akademia Morska). Siedziba 40 banków, wielu towarzystw ubezpieczeniowych, spółek akcyjnych, giełdy. W mieście działa polski konsulat honorowy.

## Historia

### Kalendarium
- pierwsze dane o Antwerpii pochodzą z VIII wieku
- 1291 r. – nadanie praw miejskich
- XVI w. – najważniejsze i najbogatsze handlowe miasto Europy
- 1531 r. – założenie pierwszej na świecie giełdy
- 1605 r. – pierwsze czasopismo tygodniowe z nowinkami polityczno-handlowymi
- 1663 r. – założenie Koninklijke Academie voor Schone Kunsten(inne języki) (Królewska Akademia Sztuk Pięknych)
- od poł. XVII w. – do 1870 r. – walki religijne
- regres rozwoju miasta i jego ponowny rozwój po pogłębieniu Skaldy i utworzeniu połączenia z Mozą za pomocą Kanału Alberta
- XIX w. – wybudowanie portu wojennego i twierdzy
- 1914 r. – miasto zostało zdobyte przez Niemców i pozostało pod okupacją do 1918 r.[3]
- 1920 r. – odbyły się Letnie Igrzyska Olimpijskie
- 1930 r. – miasto było organizatorem Wystawy Światowej[4]
- 1940 r. – miasto zostało ponownie zajęte przez Niemców
- 4 września 1944 r. – miasto zostało wyzwolone spod okupacji niemieckiej. W ostatnich miesiącach wojny port w Antwerpii odegrał kluczową rolę w transporcie zaopatrzenia dla sił alianckich w Europie Zachodniej. Z tego powodu był celem dla niemieckich pocisków V-1 i V-2.

### Do XV wieku
Dzięki wykopaliskom wiadomo, że zakole rzeki Skaldy tak jak wiele miast flamandzkich było zamieszkiwane już w czasach rzymskich, czyli w II i III wieku. Antwerpia wyrosła z dwóch osad: Aanwerp i Caloes, położonych 500 metrów na południe. Fortyfikacja została zbudowana w VII wieku. W tym samym czasie rozpoczęła się też chrystianizacja tego obszaru. W IX wieku Antwerpia została częścią Lotaryngii.
Pod koniec X wieku Antwerpia została margrabstwem (prowincją graniczną) Świętego Cesarstwa Rzymskiego. Granicą była rzeka Skalda. Hrabstwo Flandrii leżało po drugiej stronie rzeki. W XII wieku św. Norbert ufundował opactwo św. Michała w Caloes. Kanonicy z małego kościoła, który znajdował się w Caloes przenieśli się na północ i utworzyli nową parafię w kaplicy NMP (Onze-Lieve-Vrouw), która z czasem została przekształcona w katedrę.
Miasto, które należało wówczas do księstwa Brabancji rozwijało się dość szybko. W XIV wieku Antwerpia stała się najważniejszym centrum handlowym i finansowym zachodniej Europy – zyskała ona tę reputację głównie dzięki portowi morskiemu i wełnie.
W 1356 roku miasto zostało włączone do hrabstwa Flandrii i przez to straciło wiele przywilejów, przeważnie na korzyść Brugii. Pięćdziesiąt lat później fortuna się odwróciła i rozpoczęła się złota era dla Antwerpii – stała się ona ważnym centrum ówczesnego świata. Miasto było centrum handlowym i kulturalnym. najbardziej znane osobistości tej epoki to malarze Quentin Massys i Pieter Bruegel, drukarz Christophe Plantin, humaniści i naukowcy: Justus Lipsius, Merkator, Rembert Dodoens i Abraham Ortelius.

### XVI–XXI wiek

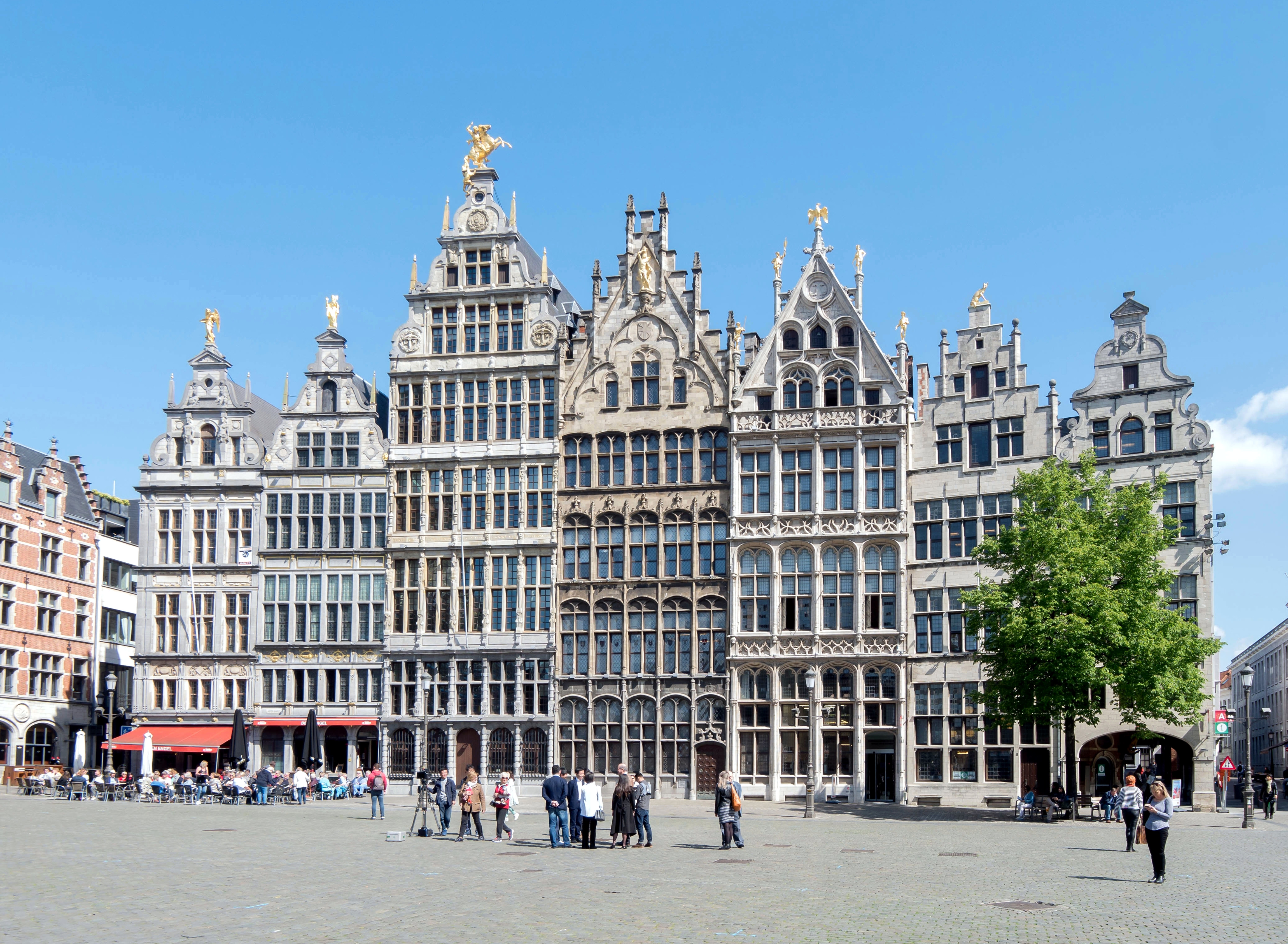
Rynek miasta z XVI-wiecznymi kamienicami

Druga połowa XVI wieku to polityczno-religijna walka pomiędzy protestantami z północy i katolicką Hiszpanią. Mamy wtedy do czynienia z ikonoklazmem (1566), Hiszpańską Furią (1576) i ostatecznie upadkiem Antwerpii (1585). Po upadku miasta, znalazło się ono ponownie pod rządami Filipa II i północne Niderlandy zamknęły rzekę Skaldę. Z ekonomicznego punktu widzenia była to klęska. Co więcej nie tylko protestanci opuścili miasto, ale także handlarze i elita intelektualna. Miasto, które w 1570 liczyło 100 tys. mieszkańców, w 1590 miało ich tylko 40 tys.
Jednakże miasto rozwijało się kulturalnie do połowy XVII wieku, dzięki malarzom takim jak Rubens, Antoon van Dyck, Jacob Jordaens i David Teniers I, rzeźbiarskim rodzinom Quellinus i Verbrugghenów, drukarzom takim jak Jan Moretus itd.
Niewiele działo się pomiędzy rokiem 1650 i XIX stuleciem – rzeka Skalda pozostawała ciągle zamknięta i Antwerpia stała się prowincjonalnym miasteczkiem. Pod rządami Austrii (1715-1792) Józef II próbował siłą uwolnić rzekę, ale plan się nie powiódł. W 1795, pod okupacją francuską, udało się uwolnić rzekę, ale statki natknęły się na angielską blokadę, ponieważ Napoleon Bonaparte uważał port w Antwerpii za „pistolet wymierzony w serce Anglii”. Choć prawdą było, że w tym okresie miasto posiadało dość nowoczesny jak na tamte czasy port, w tym samym czasie kulturalne dziedzictwo było rozgrabiane i niszczone jak nigdy przedtem. Planowano nawet zburzyć katedrę.

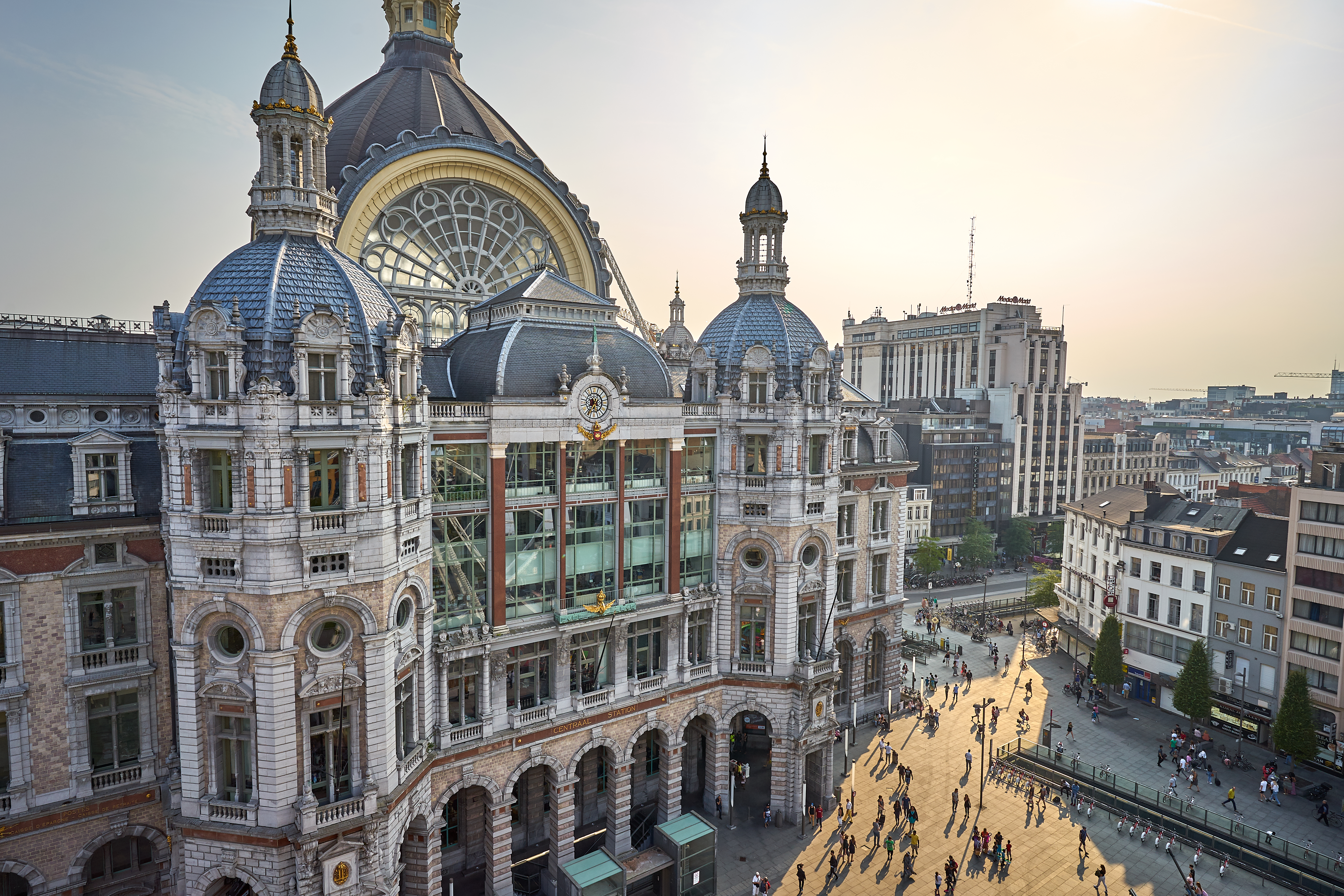
Dworzec kolejowy Antwerpen-Centraal z 1905 r.

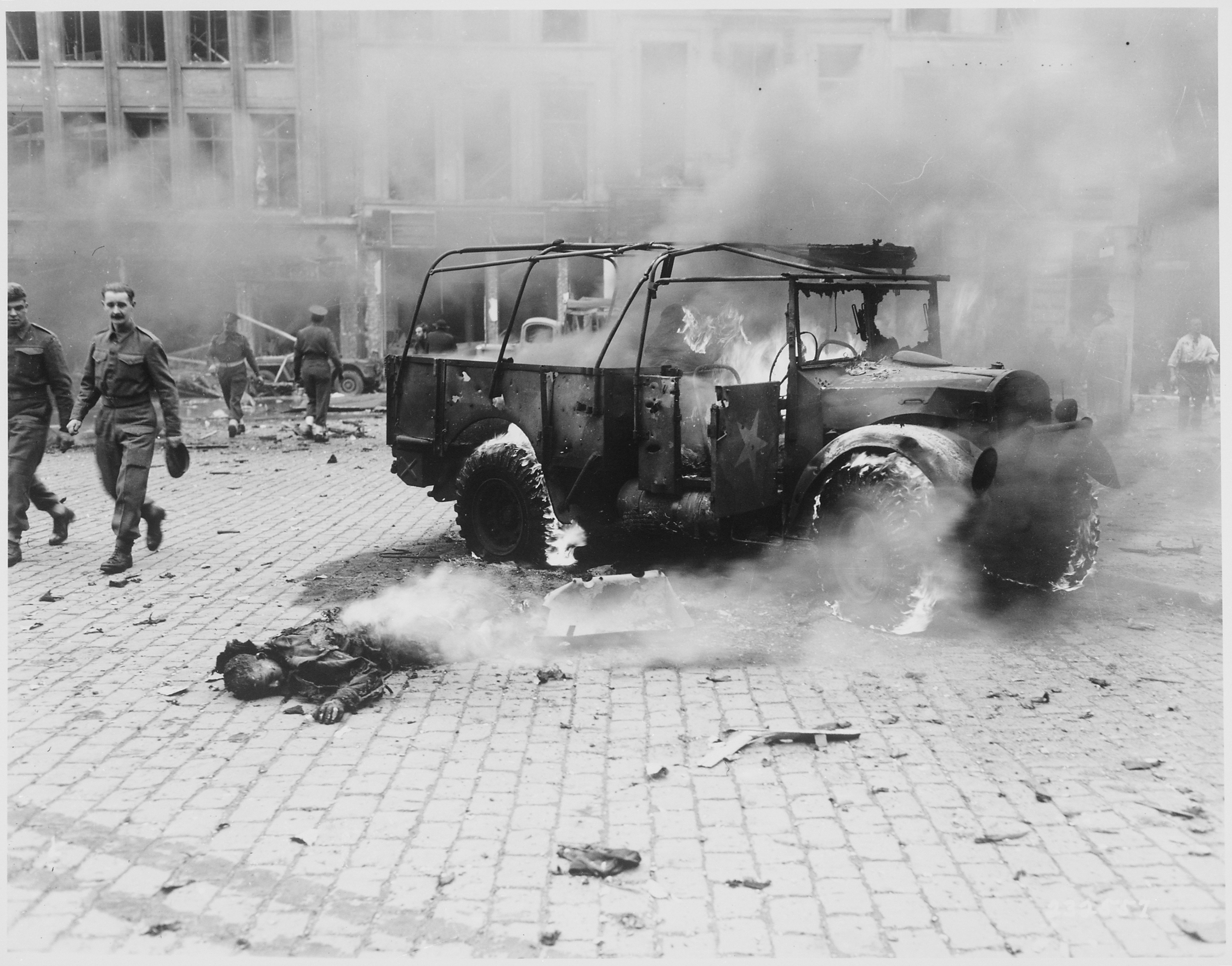
Fragment zniszczeń dokonanych za pomocą rakiety V-2 podczas II wojny światowej w Antwerpii

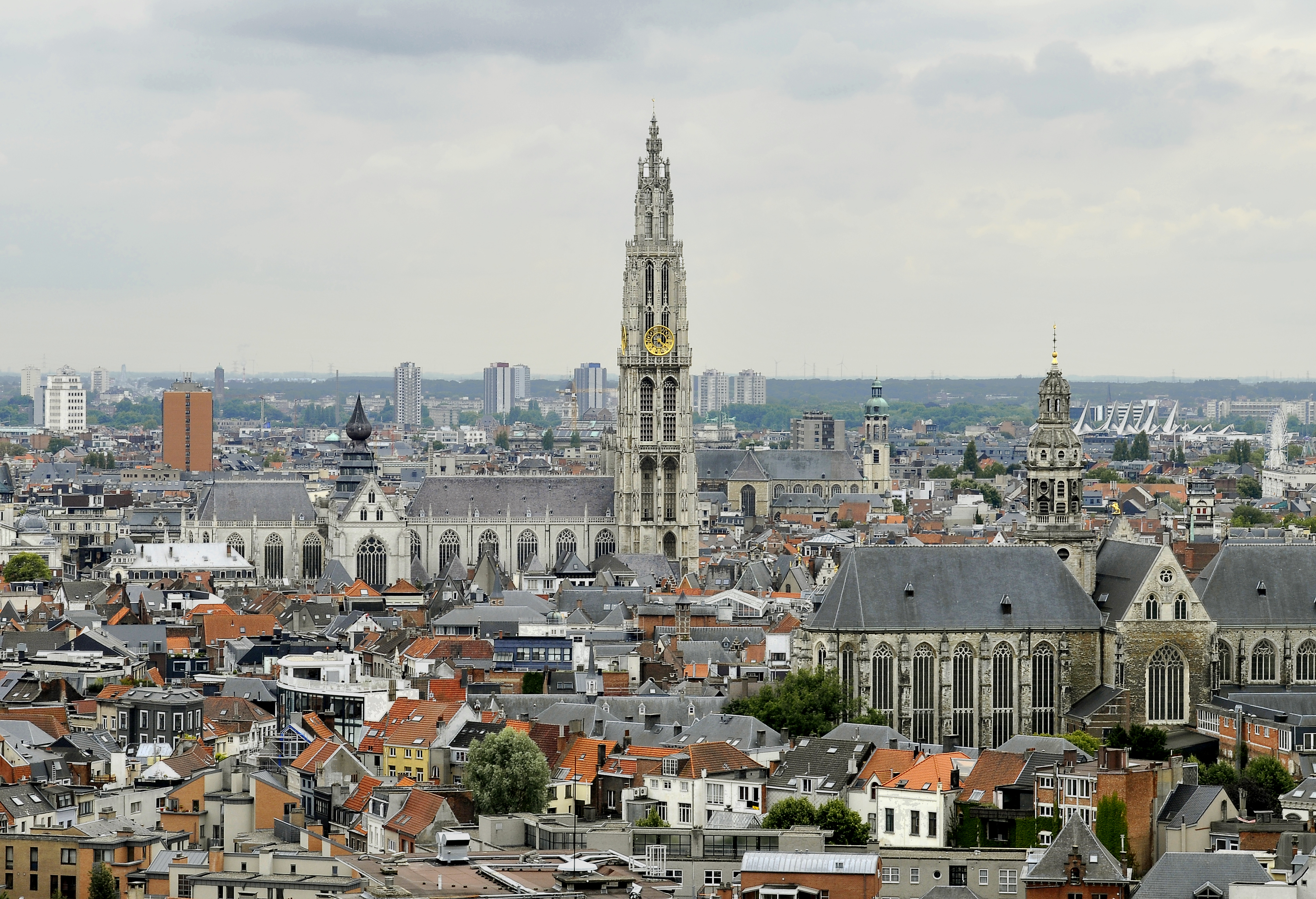
Panorama miasta z katedrą

Po porażce Napoleona pod Waterloo (1815), Antwerpia na krótko została przyłączona do Północnych Niderlandów i cieszyła się dobrą passą aż do rewolucji belgijskiej w 1830 roku i ponownego zamknięcia Skaldy. Ostatecznie rzeka została otwarta w 1863 roku. Wtedy rozpoczął się trzeci dobry okres dla miasta. Ponowny rozwój ekonomiczny spowodował także rozwój kulturalny i wzrost międzynarodowego znaczenia miasta. W 1993 roku Antwerpia została wybrana na Europejską Stolicę Kultury.
Podczas II wojny światowej Antwerpia została wyzwolona 4 września 1944 przez oddziały brytyjskie. Wraz z miastem został zdobyty wielki port w nieuszkodzonym stanie. Po wyparciu oddziałów niemieckich z ujścia Skaldy, rozminowaniu i otwarciu drogi do portu, stał się on ważnym centrum zaopatrzeniowym dla sił alianckich w Europie Zachodniej. Z tego powodu miasto od października 1944 do marca 1945 roku było celem ataków rakiet V-2 (w miasto trafiło ponad 1600 tych rakiet, około 50% z wszystkich wystrzelonych które dotarły do celów) i pocisków V-1, co znacznie ograniczało rozładunek zaopatrzenia dla wojsk alianckich. Miasto było również celem nieudanej niemieckiej ofensywy w Ardenach w grudniu 1944.
W 2004 w mieście zorganizowano Światowy Dzień Książki i Praw Autorskich.

## Zabytki i turystyka

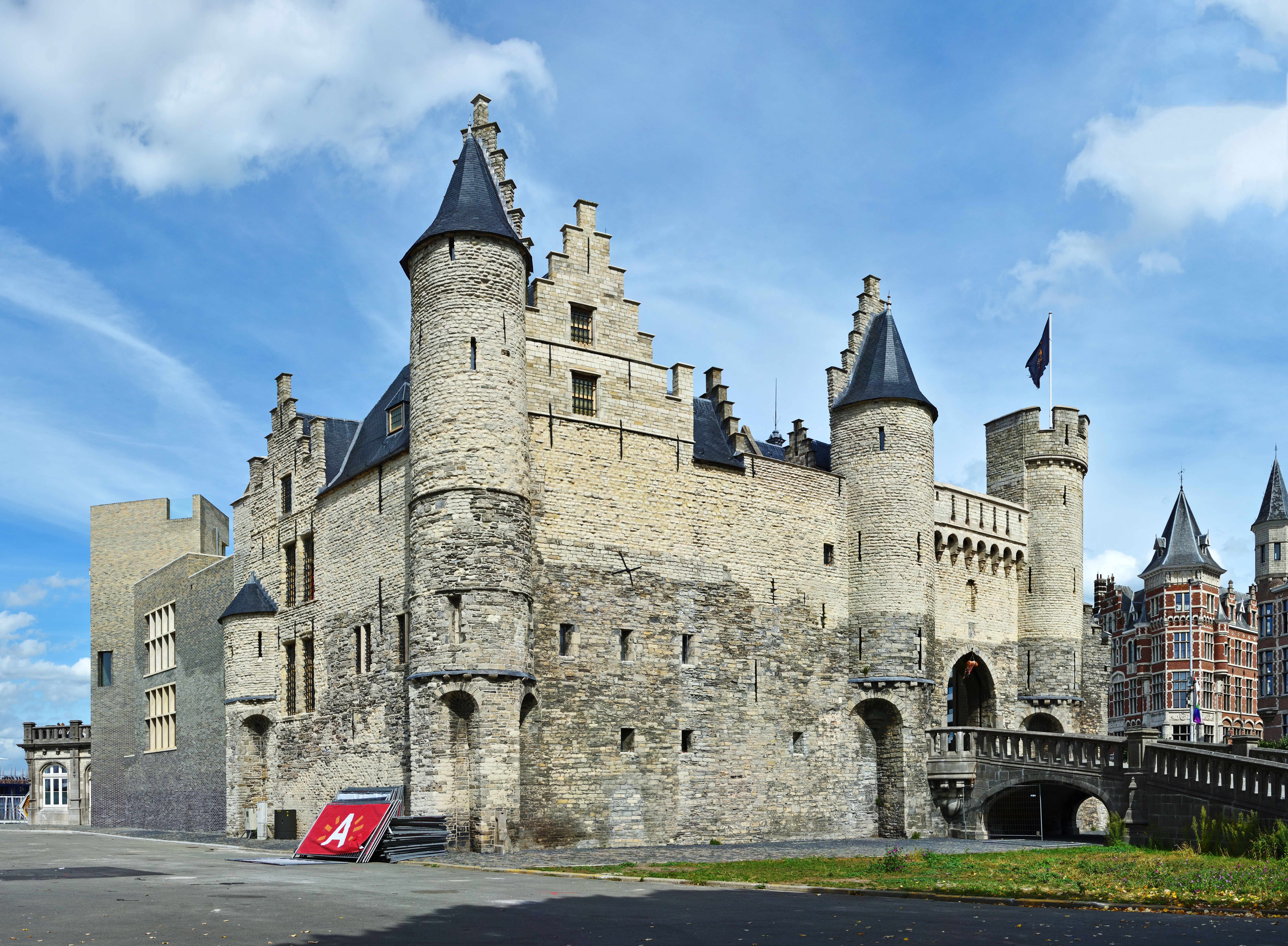
Zamek Het Steen

- Katedra Najświętszej Marii Panny (Onze-Lieve-Vrouw) w stylu gotyckim, zbudowana w XIV-XVI wieku
- Kościół św. Pawła (Sint-Paulus) z XVI wieku
- Kościół św. Karola Boromeusza (Sint-Carolus Borromeus)
- Rynek (Grote Markt) z renesansowym ratuszem i XVI-wiecznymi kamienicami oraz fontanną Brabo
- zamek Het Steen nad Skaldą z XII wieku
- Boerentoren – wieżowiec w stylu art déco, zbudowany w latach 1929–1931; najwyższy budynek jaki powstał w międzywojennej Europie
- Królewskie Muzeum Sztuk Pięknych (Koninklijk Museum voor Schone Kunsten) z dziełami między innymi Petera Paula Rubensa, Antoona van Dycka, Frans Halsa i Jana Brueghla
- Museum Mayer van den Bergh – muzeum sztuki
- Muzeum Morskie (Nationaal Scheepvaartmuseum)
- Dom Rubensa (Rubenshuis)
- Zoo założone w 1843 roku, ponad 400 ras zwierząt[5]
- dworzec Antwerpen-Centraal, zbudowany w 1905 roku według projektu Louisa Delacenserie'a(inne języki)[6]

## Demografia
Miasto słynie nie tylko ze swojej różnorodności etnicznej, ale także szczyci się dużą koncentracją afrykańskich kościołów chrześcijańskich.
| 1699 | 67 000  |
| 1755 | 42 000  |
| 2006 | 461 496 |
| 2010 | 483 505 |
| 2015 | 513 570 |
| 2020 | 529 247 |
| 2024 | 544 759 |

## Gospodarka
Jest to największe miasto portowe tego kraju i drugie po Rotterdamie miasto portowe Europy z łącznym przeładunkiem 230 mln ton rocznie, gł. ropa naftowa i rudy metali; kompleks rafinerii, hut. Antwerpia jest największym na świecie ośrodkiem szlifierstwa diamentów na ulicy (Pelikaanstraat). Ważny ośrodek przemysłowy m.in. do 2010 istniały zakłady General Motors (produkcja m.in. modelu Opel Astra) i Forda, produkcja silników okrętowych, nawozów sztucznych, maszyn, hutnictwo miedzi.

## Transport

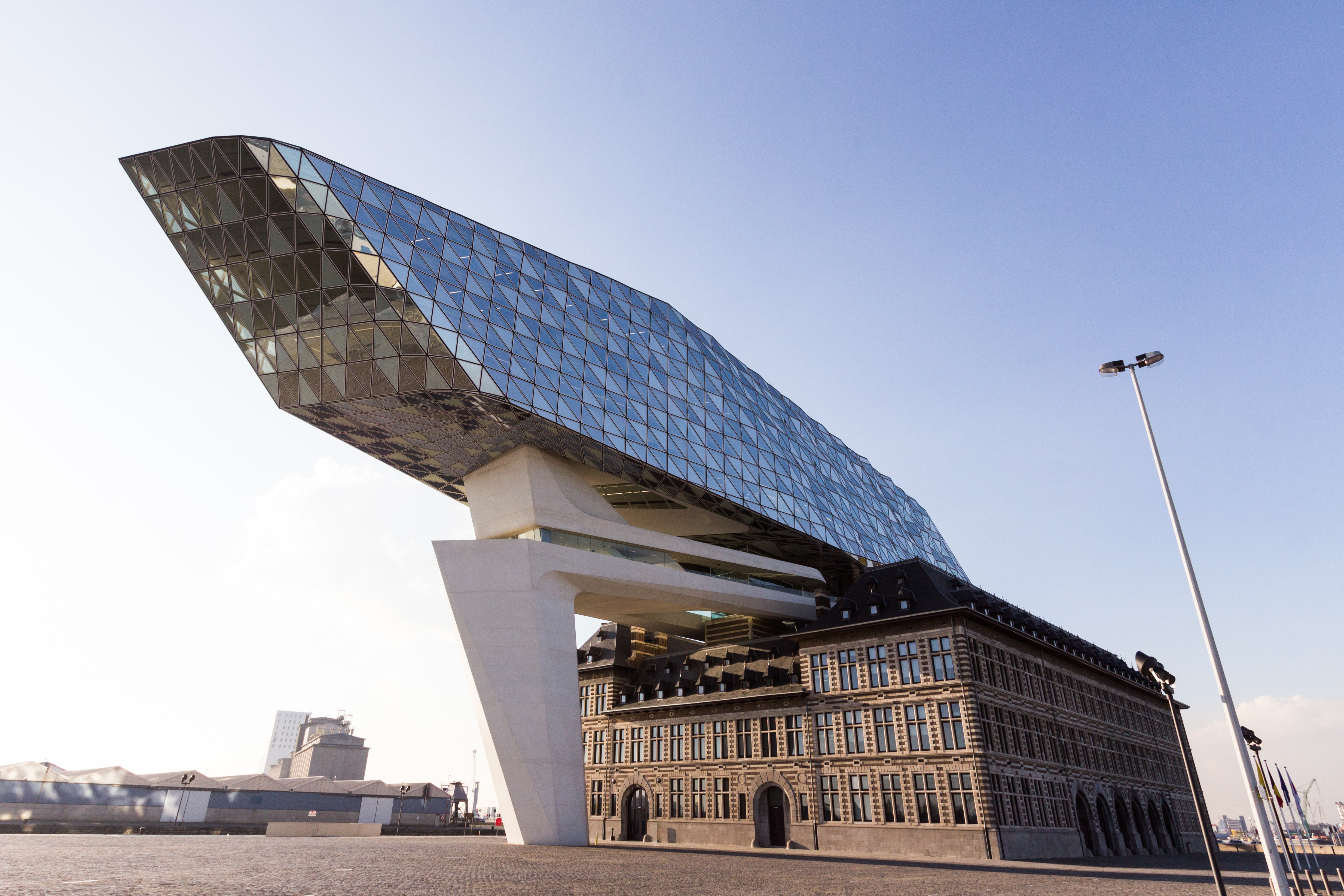
Budynek Zarządu Portu w Antwerpii

Wielki węzeł drogowy (A1, A12, A13, A14), kolejowy, morski (należy – jako wiodący – do ESPO) i lotniczy (międzynarodowy port lotniczy). Sześciopasmowa obwodnica otacza większość centrum miasta i przebiega przez mieszkalne dzielnice Antwerpii.

## Współpraca
Miejscowości partnerskie:
- Andernach, Niemcy
- Barcelona, Hiszpania
- Durban, Południowa Afryka
- Fez, Maroko
- Hajfa, Izrael
- Ilfeld, Niemcy
- Kapsztad, Południowa Afryka
- Los Angeles, Stany Zjednoczone
- Ludwigshafen am Rhein, Niemcy
- Maastricht, Niderlandy
- Marsylia, Francja
- Miluza, Francja
- Moskwa, Rosja
- Niedernhausen, Niemcy
- Paramaribo, Surinam
- Petersburg, Rosja
- Rostock, Niemcy
- Rotterdam, Niderlandy
- Szanghaj, Chiny